# Константин IV
Константин IV (грч. Κωνσταντίνος Δ', рођен око 650, умро 10. септембра (?) 685. године) био је византијски цар од 668. до 685. године. У току његове владавине Цариград је одолео првој арапској опсади (674—678), Бугари су прешли Дунав (681) и учврстили се у византијској Тракији, а Шести васељенски сабор (680—681) је осудио монотелитизам као јерес. У старијој науци Константин IV је поистовећен са Константином Погонатом (Брадатим) из византијских извора, али данас преовладава мишљење да се надимак Погонат у ствари односио на Константиновог оца, Констанса II.

## Младост и ступање на престо
Константин IV је рођен око 650. као најстарији син Констанса II, унука цара Ираклија, и Фаусте, ћерке Валентина Аршакунија, византијског војсковође јерменског порекла. Констанс је свог првенца крунисао за савладара у априлу 654. године, а 659. и двојицу млађих синова Ираклија и Тиберија. Након тога, цар се 661/662. упутио на крајњи запад царства и утврдио свој штаб у Сиракузи на Сицилији. Констансова намера била је да са Сицилије поведе борбе против Лангобарда у Италији и заштити Картагински егзархат у Африци од напада муслиманских Арабљана који су већ у Ираклијеве време загосподарили Сиријом, Палестином и Египтом. Планови Констанса II захтевали су ванредне издатке од локалног становништва тако да је незадовољство кулминирало завером у којој је цар убијен 15. септембра 668. године. За цара је извикан присутни стратег теме Опсикијон, Јерменин Мизезије. Већ у фебруару 669. млади Константин је отпутовао на Сицилију и уз помоћ локалних италских одреда погубио Мезезија и његове помагаче. Нови цар је у знак победе послао Мезезијеву главу у Константинопољ, а затим је допратио очево тело у престоницу где је Констанс најпосле сахрањен у царском маузолеју при цркви св. Апостола.

## Опсада Цариграда
Док је Констанс II Погонат боравио на Западу, оснивач династије Омејада, халифа Муавија I је изградио моћну муслиманску флозу у источном Средоземљу. Муавијин син Јазид је 668. извео пљачкашки упад кроз византијску Малу Азију која је стигла све до Халкедона на обали Мраморног мора. Исламска флота је након тога из године у годину освајањима стварала себи важне поморске базе: 670. је заузет Кизик, а 672. Смирна. Из Кизика је од априла 674. арабљанска ратна флота сваког лета испловљавала и покушавала да заузме Константинопољ. Међутим, тешке зиме и немогућност снабдевања су терали Арабљане да се сваке јесени, почевши од септембра, повуку у малоазијске зимовнике, док са друге стране Византинци нису могли да предузму одлучнији контранапад. Најзад, у јесен 677. Мухамедови следбеници су поражени у поморској бици код Силејума у Мраморном мору захваљујући „грчкој ватри“, проналаску архитекте Калиника из Хелиопоља. Калиник је био хришћанин протеран из Сирије који је након почетка опсаде потражио уточиште у Цариграду. По његовим упутствима Византијци су опремили своје ратне бродове сифонима из којих су запаљиву грчку ватру поливали на непријатељска пловила. Муавијини ратници су након тешког пораза прекинули опсаду, а омејадска поморска надмоћ је притом прекинута за читаву генерацију. Поред тога, византијска војска је извојевала и важну победу у Ликији након чега је Муавија иницирао преговоре. Константинови емисари уговорили су повољан споразум по коме је склопљено примирје на 30 година при чему је Халифат морао Царству да исплаћује годишњи данак у злату, робовима и коњима племените пасмине. Приликом дефинитивног склапања споразума, Муавијин наследник Јазид I (680—683) је наредио повлачење муслиманских гарнизона са Родоса и Кипра. Међутим, како је у Омејадском халифату дошло до династичких преврата, Византинци се нису придржавали споразума већ су наставили упаде на омејадску територију. Поред тога византијске власти су подстицале хришћанске Јермене и сиријске брђане Мардајите на борбу против муслимана. Најпосле, халифа Абд ал Малик (685—705) је понудио обнову примирја по цену огромног ванредног данка од 1.000 златника за сваки дан у години, као и 365 робова и исто толико коња. По први пут од почетка исламских освајачких похода, Византија је била у стању да заустави даљи губитак територија и чак наметне повољно дипломатско решење.

## Прилике на Балкану
Византијске неприлике на истоку покушали су да на Балкану искористе Словени, Авари и Бугари. Непосредно пре опсаде престонице, Константин је наредио намеснику Солуна да ухапси и у ланцима отпреми за Цариград извесног словенског поглавара Первунда (између 672. и 674. године). Када је Первунд утамничен у Цариграду и његови саплеменици Ринхинијени и Словени са Струме, као и делегација грађана Солуна, је затражила његово ослобађање. Цар је обећао да ће Первунд, иначе осумњичен да припрема опсаду Солуна, бити ослобођен када се арабљанска опсада оконча, али је Словен после другог покушаја бекства натеран да призна своје намере и осуђен на смрт. На вест о његовој смрти словенска племена у околини Солуна су се 675. ујединила у покушају да заузму град. Град је око две године био под блокадом и са копна и са мора. Племе Драгувита (Драговића?) се нарочито показало вичним у подизању опсадних справа, док су Струмљани својим лаким лађама нападали град и са мора. Најзад, од 25. до 27. јула 677. Словени су свим снагама напали град и Драгувити су упали у Солун преко северног дела градских бедема али су убрзо одбијени, како су Византинци забележили, захваљујући чудима заштитника града, св. Димитрија. Након тога, опсада града је прекинута, али су Струмљани наставили да пљачкају Тракију све до Мраморног мора. Пошто су у међувремену и Арабљани убедљиво поражени, Константин је 678. послао царску војску из престонице која је убрзо потукла словенске снаге. Пораз Арабљана и повољан мировни споразум, а затим и победе над Словенима, утицале су да, по Теофану Исповеднику, аварски каган и краљеви са Запада, егзарси и Гасталди и владари западних народа пошаљу поклисаре и дарове у Цариград и затраже склапање мира. Теофанов сумарни извештај је често тумачен на различите начине тако да је Георгије Острогорски сматрао да подразумева Словене са западног Балкана (Србе и Хрвате), док је Андреас Н. Стратос у Гасталдима видео Лангобарде, а у краљевима и владарима западних народа Франке, па и Визиготе.
Док су Словени и Авари најпосле престали да буду опасност по византијске интересе на Балкану, сеоба Бугара започела је нову серију догађаја. Након смрти кана Куврата, негде између 642. и 648. године, који је владао разноликим номадским племенима од Азовског мора до Кавказа, његових пет синова су се суочили са притиском са истока у виду надолазећих Хазара. Бежећи ка западу, Кувратов трећи син, Аспарух је населио свој народ, Бугаре, измећу ушћа Дунава и Дњестра. По Теофану, цар је обавештен да су новопридошли варвари почели да пустоше крајеве око ушћа Дунава, тако да је и трачкој војсци и речној флоти наредио да им се супротставе. По први пут од сицилијанског похода Константин се крајем 680. ставио на чело војске. Пред царском војском Бугари су се повукли у утврђени Оглос (чија нам тачна локација није позната). После свега три до четири дана опсаде цар се услед напада костобоље повукао у приморску Месемврију (данас Несебар у Бугарској) како би се лечио у тамошњим термалним изворима. Након тога у византијској војсци је дошло до расула и у првој половини 681. Бугари су кренули у гоњење Византинаца. Најзад, Бугари су се зауставили код Одесе (данас Варна) и одатле кренули у покоравање словенских племена која су живела између Дунава и планине Балкан. Након тога, Аспарух је почео да пљачка византијске градове и одводи робље и из крајева јужно од Балкана. Крајем 681. Константин IV је склопио мир са Аспарухом по цену плаћања годишњег данка. Хроничару Теофану, који је живео почетком 9. века и који је наш најстарији сачувани извор, било је необично како је Царство, у то време победоносно у окршајима са организованијим војним силама, пристало на тако понижавајући уговор са једном варварском хордом. Било како било, кан Аспарух је сада владао крајевима од јужне Бесарабије до Балкана, а Византинци су по први пут признали једну државу на територијама које су до тада припадале царству.

## Верска политика
Свргавањем узурпатора Мезезија Константин IV је остварио уз подршку папе Виталијана (657—672) који је истовремено агитовао широм Италије у корист младог цара. Међутим, римска и цариградска црква су у то време биле подељене по питању монотелитизма, учења које је требало да помири православне и монофизите. Како је то обично бивало, монотелитизам, који су пропагирали Ираклије и Констанс II није донело компромис са монофизитима, већ и нове поделе унутар православне цркве, тачније између римског папства и цариградске патријаршије. После Констансове смрти монотелитизам је изгубио пређашњи значај пошто је постало јасно да су Сирија и Египат, у којима је живео највећи део монофизита, трајно изгубљен за Византију. Када је одбијена арабљанска опсада Константинопоља, Константин IV је отпочео припреме на помирењу унутар цркве.
Цар је током 678. послао писмо у Рим тражећи од папе да именује посланство од три епископа, дванаест легата и четири игумана грчких манастира из јужне Италије и са Сицилије. О Ускрсу 680. папа Агатон (678—681) је успео да у Риму одржи синод и усагласи присутних 125 западних епископа који су потом дефинисали становишта латинске цркве. Када су папски посланици стигли у Цариград, под покровитељством цара Константина отпочео је са радом 7. новембра 680. године Шести васељенски сабор (познат и као Трећи цариградски сабор). Сабор је на својој осмој седници 7. марта осудио монотелитизам као јерес у складу са управо прочитаним папским писмом, док је нешто касније рашчињен упорни присталица монотелитизма, антиохијски патријарх Макарије. Васељенски сабор је закључен 16. септембра 681. године после осамнаест седница већања од којих је током дванаест, укључујући прву и последњу, председавао сам цар. Константин је тиме обновио добре односе са римском црквом а Макарије и неколико његових следбеника су послати у Рим где су до краја живота били притворени у локалним манастиорима. На крају, у току кратког понтификата Бенедикта II (684—685) Константин је традиционално право потврђивања избора новог папе пренео на равенског егзарха како би убрзао процедуру избора римског епископа.

## Последње године
Као што је већ поменуто, Констанс II је престо оставио свом најстаријем сину Константину, али је и млађе синове Ираклија и Тиберија крунисао за Константинове савладаре. Сачувана папска писма из 7. века прво су адресирана на Константина као на првог међу царевима а затим и на његову браћу. По Теофановој хроници, војска из теме Анатоликон се побунила 680—681, а Михајло Сиријац бележи да се извесни војсковођа Лав, можда стратег Анатоликона, том приликом појавио у име војске пред Сенатом. Константин је побуну угушио тако што је коловође позвао у Цариград и затим их јавно обесио. Лав је наводно, након тортуре, док је одвлачен на губилиште викао да, као што Свето Тројство влада на небу, тако и тројица треба да владају на земљи. Читаву побуну војске данашњи историчари стављају у шири контекст и повезују са тадашњим васељенским сабором и приликама у царској породици. Могуће је да је током царевог одсуства крајем 680., током злосрећног рата са Бугарима, дошло до склапања завере против Константина у којој су важну улогу играла његова браћа. Цар се управо због тога, пре него званичног разлога тј болести, повукао из похода и вратио у престоницу. Почетком 681. у Цариград су приспели и војници из Анатоликона чије је незадовољство можда потпирено и у корист присталица монотелитизма. Било како било, Константин је био довољно снажан да надвлада и опозицију у војсци и клиру и у сопственој породици. После закључења Шестог васељенског сабора 16. септембра 681. године Константинова браћа се више не спомињу у документима и њихови ликови нестају са новца. Из разлога који нису забележени у изворима Константин је наредио да се његовој браћи Ираклију и Тиберију одсеку носеви и потом их је отерао у прогонство. Одсецање носа представљало је у 7. веку уобичајан и ефикасан начин дискриминације потенцијалних претендената на престо. Није познато где су и како Ираклије и Тиберије окончали своје животе.
Након динамичних дешавања 680—681. наступило је раздобље мира за Византијско царство. Судећи по Спису о темама Константина VII Порфирогенита (913—959), Константин IV је овај период искористио да организује Трачку тему како би ублажио последице насељавања Бугара између Дунава и планине Балкан. За разлику од осталих тема, које су на челу имале своје заповеднике тј стратеге, Трачка тема је била под директном командом самог цара. Након уклањања браће, по Теофану, Константин је владао заједно са својим сином Јустинијаном. Међутим, пошто нумизматички материјал не потврђује ову верзију догађаја, веродостојније делује белешка Лава Граматика да је цар крунисао сина за савладара недуго пред смрт. Константин је још пре доласка на престо ожењен извесном Анастасијом која је можда била пореклом са острва Кипра. По једном писму упућеном папи, цар је поред Јустинијана имао још једног сина, Ираклија, коме је поменуто писмо једини помен. Највероватније је да је преминуо у младости. Сам Константин IV умро је од дизентерије пет дана пре него што се навршило седамнаест година његове владавине, највероватније 10. септембра 685. године. Имао је свега око 35 година. Сахрањен је у гробници који је за себе и своју супругу Теодору саградио Јустинијан I у 6. веку. Нешто после 711. поред њега је сахрањена и супруга Анастасија.
Константин је био благ и побожан владар, невичан војничким пословима и склон компромисима по цену одржавања мира. За време његове владе Византија се успешно одупрла муслиманским освајањима и после дужег времена је потврдила статус прве силе хришћанског света. Помирење римске и цариградске цркве, постигнуто на Шестом васељенском сабору, предузето је на царево инсистирање попуштањем папству. Ипак, дозволом Бугарима да прошире своју власт јужно од Дунава, на територији која је припадала царству, Константин IV је, по мишљењу грчког византолога Андреаса Н. Стратоса „нанео непоправљиву штету Византији“ (pp. 171).